# 투로시 추서
투로시 추서(헝가리어: Túrós csusza)는 향신료를 쓰는 우유 제품 파스타이며 치즈를 첨가하여 먹는 요리의 이름이기도 하다. 가정식으로 파스타나 수프처럼 먹기도 한다.
투로시 추서는 헝가리의 전통 파스타 요리다. 원래 헝가리의 면은 집에서 반죽할 때 밀가루와 달걀으로 반죽을 만들고 수제비와 같이 손으로 손톱 정도의 크기로 찢어 물에 끓여 먹는다. 스파게티나 푸실리, 마카로니 등과 유사하여 집에서 만들지 않고 사 먹기도 한다.
소금물에 조리하여 먹으며 물을 빼고 나면 버터와 섞어 먹으며 치즈(전통적으로는 양 젖을 발효한 치즈)를 곁들인다. 짚불로 구운 기름진 베이컨과 헝가리식 사워크림인 테이푈(헝가리어: Tejföl)을 써서 약간 간을 한다. 조리가 되면 오븐에서 잠시 구워서 치즈를 녹여 먹는다.